# Megaselia aculeata
Megaselia aculeata, kukac dvokrilac (diptera) iz porodice Phoridae koje se nazivaju  (muhama mrtvačkih sanduka).Karakteristčno im je što mogu opstati u mrtvačkim sanducima (jer se hrane raspadnutim leševima), pa su značajne u kriminalističkim istragama (forenzička medicina).
M.  aculeata pripada plemenu Metopinini; opisana je 1919. i isprva svrstana rodu Aphiochaeta.
Poznato je da je ima na području Europe i Michigana.